# Jogos Pan-Arábicos de 1999
Os Jogos Pan-Arábicos de 1999 foram a nona edição dos Jogos Pan-Arábicos. Se em outras ocasiões os Jogos sofreram com intervalos longos entre as edições, desta vez se passaram apenas dois anos do último evento em Beirute 1997. A edição de 1999 foi realizada em Amã, capital da Jordânia, quinto país até então a sediar os Jogos Pan-Arábicos.
Cerca de 5500 atletas de 21 países participaram. Pela primeira vez desde seu ingresso na Liga Árabe, Comores participou dos Jogos. A Somália e o Iraque retornaram após as ausências nas duas últimas edições. Como protesto pelo retorno do Iraque, o Kuwait decidiu abandonar as competições antes do início dos Jogos.
O Egito voltou a demonstrar sua supremacia desportiva na região conquistando a liderança do quadro de medalhas.

## Países participantes
| - Arábia Saudita - Argélia - Comores - Djibuti - Bahrein - Egito - Emirados Árabes Unidos | - Iêmen - Iraque - Jordânia - Líbano - Líbia - Marrocos - Mauritânia | - Omã - Palestina - Catar - Síria - Somália - Sudão - Tunísia |

## Modalidades
| - Atletismo - Badminton - Basquetebol - Boxe - Bridge - Caratê - Ciclismo | - Esgrima - Fisiculturismo - Futebol (detalhes) - Ginástica - Halterofilismo - Handebol - Hipismo | - Judô - Kick boxing - Luta olímpica - Natação - Squash - Taekwondo | - Tênis - Tênis de mesa - Tiro com arco - Vela - Voleibol - Xadrez |

## Quadro de medalhas

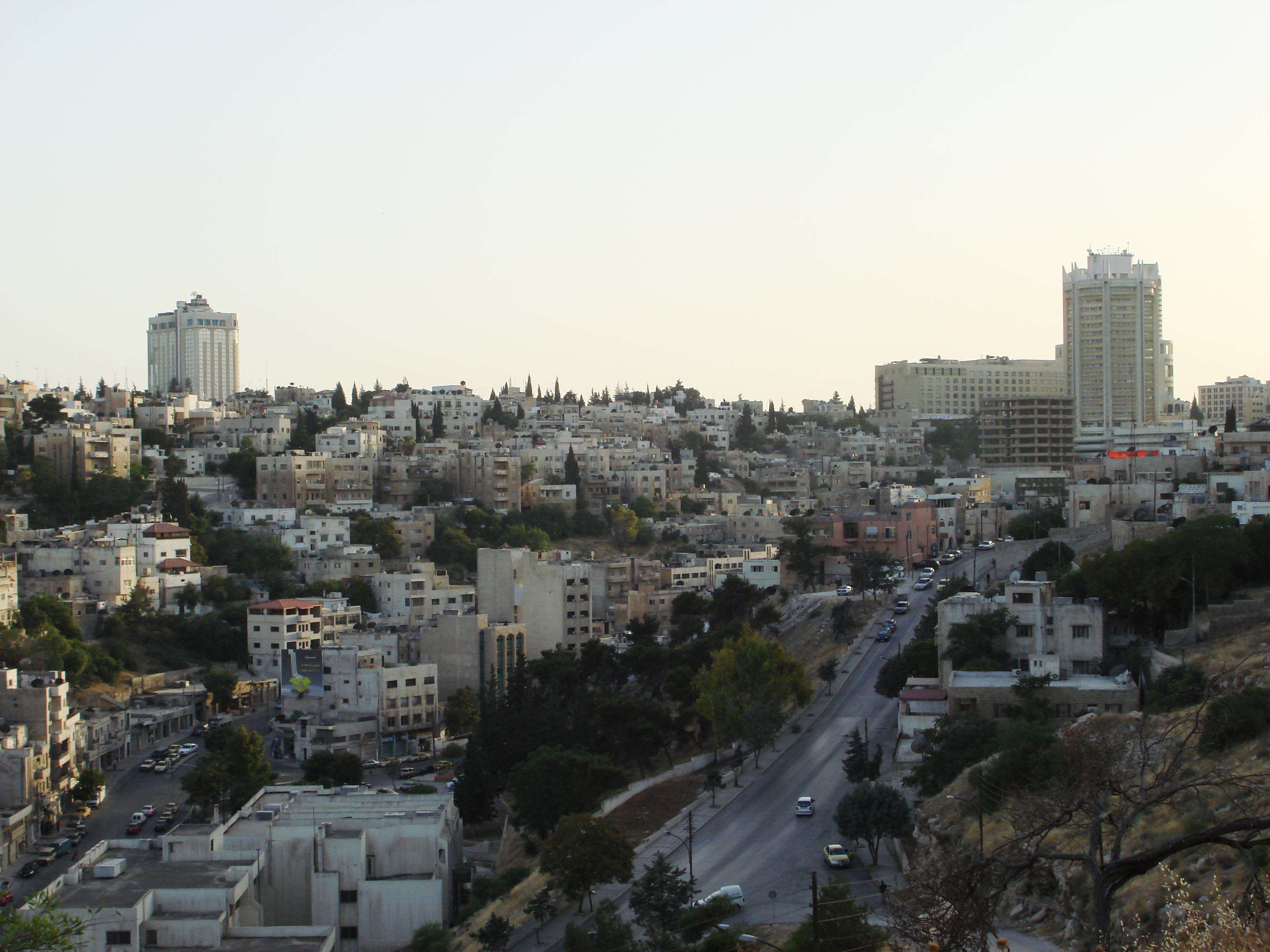
Amã, Jordânia

| Ordem | País                   | Medalha de ouro | Medalha de prata | Medalha de bronze | Total |
| ----- | ---------------------- | --------------- | ---------------- | ----------------- | ----- |
| 1     | Egito                  | 107             | 79               | 78                | 264   |
| 2     | Tunísia                | 38              | 42               | 56                | 136   |
| 3     | Argélia                | 33              | 30               | 20                | 83    |
| 4     | Síria                  | 32              | 38               | 56                | 126   |
| 5     | Marrocos               | 31              | 40               | 41                | 112   |
| 6     | Jordânia               | 25              | 30               | 69                | 124   |
| 7     | Arábia Saudita         | 15              | 26               | 16                | 57    |
| 8     | Catar                  | 12              | 10               | 23                | 45    |
| 9     | Líbano                 | 7               | 13               | 19                | 39    |
| 10    | Emirados Árabes Unidos | 7               | 9                | 15                | 31    |
| 11    | Iraque                 | 6               | 5                | 30                | 41    |
| 12    | Omã                    | 4               | 5                | 7                 | 16    |
| 13    | Iêmen                  | 1               | 0                | 4                 | 5     |
| 14    | Bahrein                | 0               | 2                | 4                 | 6     |
| 15    | Palestina              | 0               | 1                | 9                 | 10    |
| 16    | Líbia                  | 0               | 0                | 15                | 15    |